# 內代利諾市鎮
41°27′N 25°5′E / 41.450°N 25.083°E

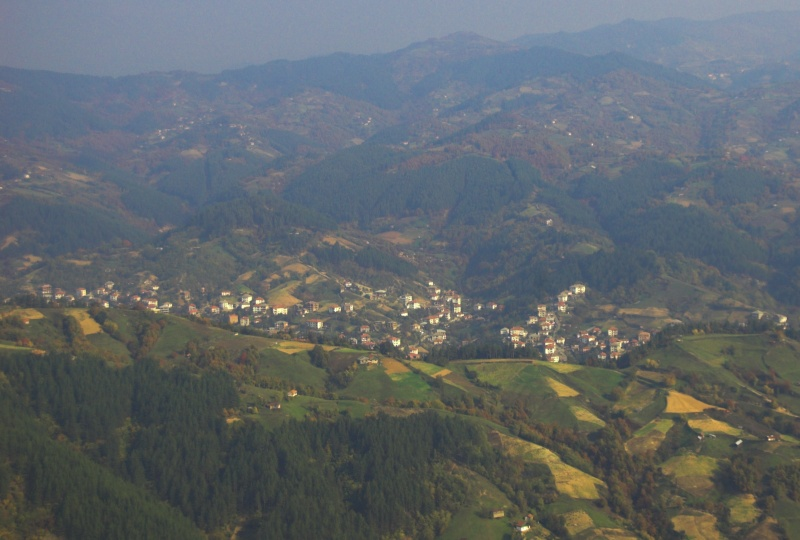

內代利諾市，是保加利亞的城鎮，位於該國南部，由斯莫梁州負責管轄，首府設於內代利諾，面積102.3平方公里，2005年人口8,764，人口密度每平方公里85.7人。